# Тюрюшево
Тюрюшево (баш. Түреш) — село в Буздякском районе Башкортостана, центр Тюрюшевского сельсовета.

## Географическое положение
Расстояние до:
- районного центра (Буздяк): 45 км,
- ближайшей ж/д станции (Буздяк): 44 км.

## История
В «Списке населенных мест по сведениям 1870 года», изданном в 1877 году, населённый пункт упомянут как деревня Тюрюшева (Шункеева) 3-го стана Белебеевского уезда Уфимской губернии. Располагалась при речках Тюрюше и Шункейке, по левую сторону просёлочной дороги из Белебея в Бирск, в 86 верстах от уездного города Белебея и в 35 верстах от становой квартиры в селе Шаран (Архангельский Завод). В деревне, в 229 дворах жили 1293 человека (664 мужчины и 629 женщин, башкиры, татары), были 3 мечети, училище, 2 водяные мельницы. Жители занимались плетением лаптей.

## Население
| 2002 | 2009 | 2010 |
| ---- | ---- | ---- |
| 861  | ↘800 | ↘722 |

Согласно переписи 2002 года, преобладающие национальности — татары (61 %), башкиры (38 %).

## Религия
В селе есть мечеть.

## Достопримечательности
Дом, в котором с 1984 по 1989 года жил депутат Верховного Совета СССР Гани Нурмухаметович Валеев (1897—1989). На стене дома установлена мемориальная доска.